# Leniwiec trójpalczasty
Leniwiec trójpalczasty (Bradypus tridactylus) – gatunek ssaka z rodziny leniwcowatych. Wiedzie samotny, nadrzewny, powolny tryb życia w lasach tropikalnych północnej Ameryki Południowej. Żywi się liśćmi cekropki. Po półrocznej ciąży samica rodzi jedno młode. Nie zagraża mu wyginięcie.

## Genetyka
Diploidalna liczba chromosomów leniwca trójpalczastego wynosi 2n = 52, a więc mniej niż u leniwca pstrego, ale więcej niż u grzywiastego.

## Budowa

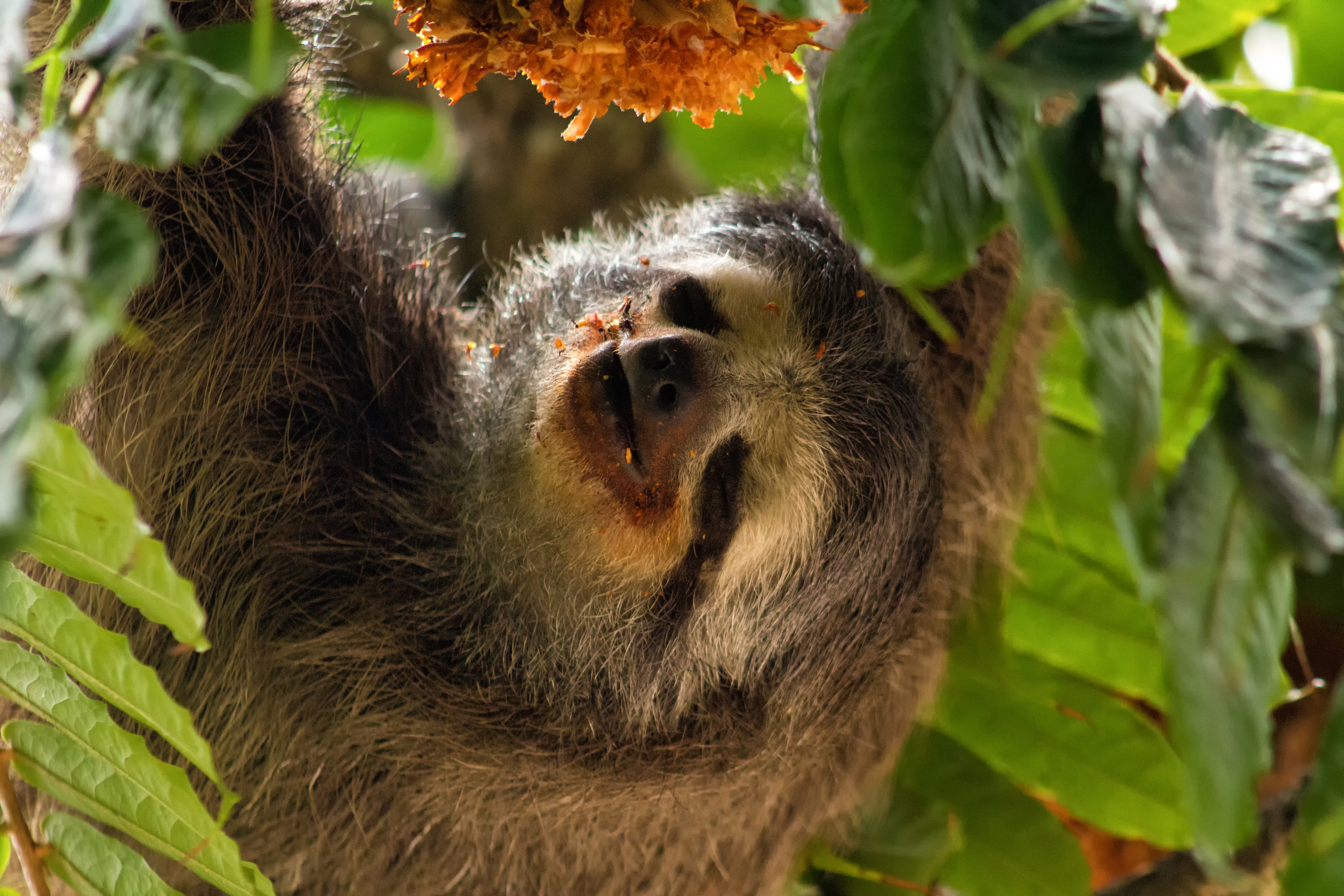
Charakterystyczne ubarwienie twarzy leniwca: jaśniejsze, żółtawe futro z dwoma obejmującymi oczy ciemniejszymi pasami. Osobnik z Parque del Este, Caracas, Wenezuela

Długość ciała (bez ogona) 450–755 mm, długość ogona 22–110 mm, długość ucha 5–21 mm, długość tylnej stopy 40–120 mm; masa ciała 3,4–6,5 kg. Występuje dymorfizm płciowy: dorosłe samice przerastają samce. W obrębie tego zakresu wielkości lokuje się leniwiec pstry, podczas gdy leniwiec karłowaty jest mniejszy.
Ciało leniwca trójpalczastego porasta długie futro. Włosy są szorstkie, rowkowane. Futro jest barwy ciemnoszarej z czarnymi plamkami ulokowanymi zwłaszcza na grzbiecie i na ramionach. Jaśniejsza barwa występuje głowie i gardle, które są żółtawe. Jasne gardło odróżnia leniwca trójpalczastego od leniwca pstrego. Na grzbiecie samców występuje speculum, wyróżniająca się jaskrawa plama, w której przez pomarańczowożółte pole biegnie pośrodkowy czarny pas, podobnie jak u leniwca karłowatego czy pstrego. Zielonkawość zawdzięcza futro rosnącym w leniwczym futrze glonom. Zapewniają one żyjącemu wśród zielonych liści drzew leniwcowi lepszy kamuflaż. Ponadto stanowią dodatkowe źródło pokarmowe, pozwalając zwierzęciu uzupełnić lipidy.
Głowa ma szczątkowe małżowiny uszne. W pysku obecne są kołkowate, pozbawione szkliwa zęby.
Na klatce piersiowej samicy znajdują się dwa sutki.
Ciało wieńczy szczątkowy ogon.
Zarówno przednie, jak i tylne kończyny mają po 3 palce, wyposażone w długie pazury.

## Fizjologia
Leniwiec trójpalczasty cechuje się powolnym metabolizmem. Bardzo wolno trawi spożyty pokarm, fermentujący powoli w jego przewodzie pokarmowym. Leniwce oddają stolec bardzo rzadko.

## Systematyka
Gatunek po raz pierwszy zgodnie z zasadami nazewnictwa binominalnego opisał w 1758 szwedzki przyrodnik Karol Linneusz, nadając mu nazwę Bradypus tridactylus. Miejsce typowe według oryginalnego opisu to „drzewa w Ameryce Południowej” (łac. Habitat in Americæ meridionals arboribus), ograniczone w 1911 roku przez Oldfielda Thomasa do Surinamu. Holotyp to samica (sygnatura BMNH Mammals 1867.4.12.579) ze zbiorów Muzeum Historii Naturalnej w Londynie.
Autorzy Illustrated Checklist of the Mammals of the World uznają ten takson za gatunek monotypowy, podobnie Pauli.
Leniwiec trójpalczasty zalicza się do rodziny leniwcowatych w podrzędzie liściożerów rzędu włochaczy z grupy szczerbaków. Rodzina ta zawiera pojedynczy rodzaj leniwiec. Obejmuje on 4 gatunki: prócz leniwca trójpalczastego zaliczają się tu także leniwiec pstry, leniwiec karłowaty i niekiedy wyodrębniany do odrębnego rodzaju leniwiec grzywiasty. Ten ostatni stanowi grupę siostrzaną kladu tworzonego przez 3 pozostałe gatunki, który oddzielił się odeń około 19–20 milionów lat temu. Leniwiec trójpalczasty wyodrębnił się w kolejnym podziale, około 5–6 milionów lat temu.

### Etymologia
- Bradypus: gr. βραδυπους bradypous „o powolnym kroku, powolny”, od βραδυς bradus „powolny, niemrawy”; πους pous, ποδος podos „stopa”[25].
- tridactylus: gr. τριδακτυλος tridaktulos „trójpalczasty”, od τρι- tri- „trój-”, od τρεις treis, τρια tria „trzy”; δακτυλος daktulos „palec”[26].

## Tryb życia i cykl życiowy
Leniwiec wiedzie spokojne życie w koronach drzew. Nie należy do zwierząt o dużej aktywności. W jednym z badań osobnik odpoczywał przez 18,5 godziny na dobę, zwisając z gałęzi grzbietem do dołu. Za dnia wygrzewa się w słońcu. Leniwiec sypia także w rozwidleniach gałęzi, z głową wtuloną w klatkę piersiową pod ramionami.
Na ziemi porusza się niezgrabnie, schodząc tam raz w tygodniu celem defekacji, natomiast leniwiec trójpalczasty sprawnie pływa. Potrafi nawet rozprzestrzeniać się rzekami.
Życie spędza samotnie. Niemniej obserwowano grupki do trzech osobników. Z drugiej strony leniwce nie tolerują innych osobników na tym samym drzewie i mogą wobec nich wykazywać agresję.
Rozród następuje sezonowo. Ciąża może trwać około sześciu miesięcy, między sierpniem a lutym, po której samica wydaje na świat jednego noworodka. Poród odbywa się od marca do czerwca, a więc porą deszczową. Noworodek jest niewielki. Młode przebywa pod matczyną opieką 5 miesięcy, nim osiągnie samodzielność. Czepia się wtedy  brzucha matki. W wieku 3 tygodni zaczyna włączać do swej diety liście, jednak dopiero 2 miesiące później stanowią one istotny element jego pokarmu. Minie rok, nim samica urodzi kolejnego potomka. Dojrzałość płciowa przychodzi w wieku 3–6 lat.

## Rozmieszczenie geograficzne
Leniwiec trójpalczasty występuje w północnych obszarach Ameryki Południowej, od wschodniej Wenezueli (na wschód i południe od rzeki Orinoko), na wschód przez region Gujana (Gujana, Surinam i Gujana Francuska) do północnej Brazylii (na zachód do Delty Amazonki ograniczony na południu przez Amazonkę).

## Ekologia

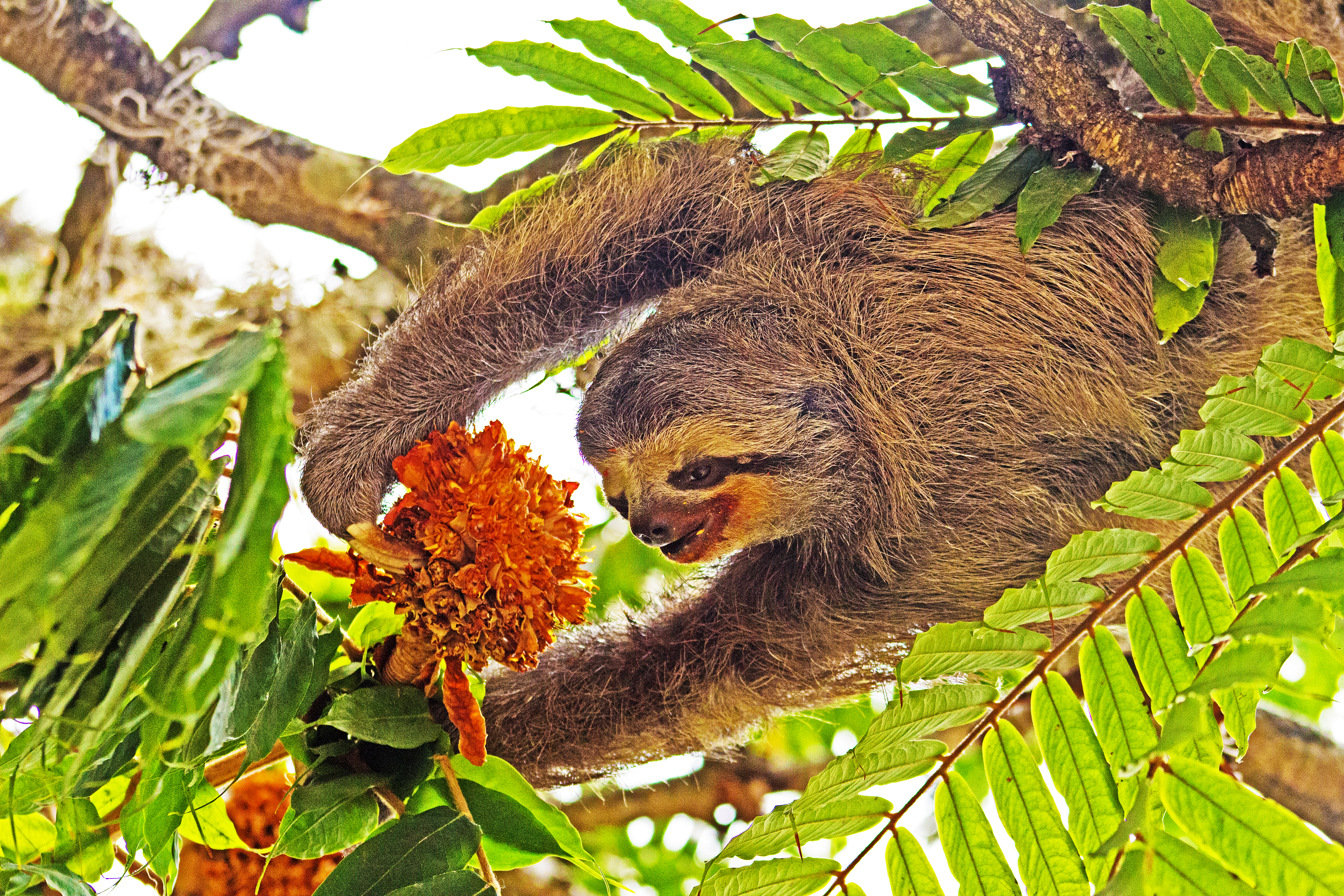
Leniwiec trójpalczasty jest roślinożercą. Parque del Este, Caracas, Wenezuela

Siedliskiem leniwca trójpalczastego jest las tropikalny, bogaty w gatunki roślin i wilgotny. Zasiedla on lasy górskie i nizinne.
Pożywieniem tego zwierzęcia są liście drzew. Żyjąc w zróżnicowanym gatunkowo lesie, leniwiec trójpalczasty wykazuje daleko idącą specjalizację. Odżywia się mianowicie prawie wyłącznie liśćmi cekropki. Dodatkowo konsumować może liście Ceiba samamuma, Elizabetha paraensis i Hevea viridis. Liście gryzie kołkowatymi zębami pozbawionymi szkliwa. Spożyty pokarm trawi wolno, należąc do zwierząt o najwolniejszym trawieniu. W jego obszernym przewodzie pokarmowym liście ulegają powolnej fermentacji. Po strawieniu leniwiec schodzi kilkadziesiąt metrów w dół, by oddać na ziemi stolec. Defekuje raz w tygodniu. Zachowanie takie wystawia go na niebezpieczeństwo polujących na dnie lasu drapieżników. Na ziemi porusza się on bowiem niezdarnie, raczej pełza na przedramionach, niż chodzi. Zejście z drzew kosztuje go też dużo energii. Zachowania takiego nie obserwuje się wśród innych nadrzewnych ssaków, które oddają stolec pod siebie, spadający następnie w dół z wysokości koron drzew. Leniwiec oddaje na dnie lasu niewielkie bobki, często w sumie o znacznej objętości, może zakopywać je w glebie. Symbiotyczne ćmy składają w stolcu jaja, podczas gdy leniwiec wraca do piętra koron drzew.
Występuje sympatrycznie z leniwcem pstrym.

## Zagrożenia i ochrona
O ile leniwiec trójpalczasty widywany jest rzadko, zdaje się występować pospolicie, osiągając duże zagęszczenie i stanowiąc istotny odsetek biomasy ssaków. Całkowitej liczebności nie poznano. Szacunki zagęszczenia wynoszą od 1,7 leniwca na km² w Gujanie Francuskiej do 221 zwierząt na km² w Manaus w Brazylii. W jednym przypadku w Surinamie na powierzchni 7 ha znaleziono 130 osobników. W Surinamie jest to najpospolitszy nielatający ssak. Ponadto jego zasięg występowania jest szeroki, obejmując obszary chronione. Zagraża mu niszczenie środowiska naturalnego przez człowieka, natomiast rzadko bywa on zjadany. IUCN uznaje go za gatunek najmniejszej troski, nie podając istotnych zagrożeń. Jest tak klasyfikowany od 1996.